# Erik Pobjednički
Erik Pobjednički (staronordijski: Eiríkr inn sigrsæli, švedski: Erik Segersäll) (945.? – oko 995.) bio je prvi švedski kralj (970. – 995.) o kome postoje pouzdani podaci. Da li se uopće može nazivati kraljem Švedske je predmet rasprave, jer je tek njegov sin Olof Skötkonung bio prvi dokumentirani vladar priznat i od strane plemena Sveara kraj jezera Mälaren i od Götara kraj jezera Vättern.
Ponekad se Erik Pobjednički navodi i kao kralj Erik V. ili VI., a što je moderni običaj uveden od strane kralja Erika XIV. (1560. – 68.), koji je brojeve kraljeva nastojao uskladiti s fiktivnom povijesti Švedske. Je li bilo švedskih monarha po imenu Erik prije Erika Pobjedničkog je predmet rasprave; neki povjesničari tvrde da ih je bilo, dok drugi sumnjaju u pouzdanost primarnih izvori.
Originalna teritorija mu je bila u Upplandu i susjednim područjima. Nadimak "pobjednički" je stekao nakon što je porazio invaziju južnjaka u bitci kod Fyrisvellira, kraj Uppsale. Navodi da je Erikov brat Olof, bio otac Styrbjörna Jakog, njegovog protivnika u bitci, se smatraju mitologijom.
Raspon teritorije njegovog kraljevstva nije poznat. Od središta švedske države kraj jezera Mälaren možda je vladao sve do obale Baltičkog mora na jugu do Blekingea. Prema Adamu Bremenskom, nakratko je vladao Danskom pošto je porazio Svena Rašljobradog.
Prema knjizi Flateyjarboku, uspjehe je dugovao savezu sa slobodnim seljacima protiv aristokratske klase jarlova, a arheološki nalazi sugeriraju da se utjecaj jarlova smanjio pred kraj 10. stoljeća. Vjeruje se da je uveo znameniti skandinavski sistem regrutacije poznat kao ledung u oblastima oko Mälarena.
Vjerojatno je da je osnovao grad Sigtunu, koji i dan-danas postoji i gdje su prve švedske kovanice iskovane za njegovog sina i nasljednika Olofa Skötkonunga.